# Köbach (Much)
Köbach ist ein Ortsteil der Gemeinde Much im nordrhein-westfälischen Rhein-Sieg-Kreis. 

## Lage
Köbach liegt am Oberlauf des Werschbachs. Der namengebende Köbach, hier von rechts in den Werschbach mündende Köbach hat einen größeren Namensbruder, den nächsten rechten Zufluss des Werschbachs, nach dem der südliche Nachbarort in dessen Tal in der Gemeinde Neunkirchen-Seelscheid benannt ist. Weitere Nachbarorte sind Feld im Nordwesten und Oberhausen im Nordosten. Köbach ist über die Landesstraße 352 erreichbar.

## Geschichte
Köbach wurde 1487 erstmals urkundlich erwähnt.
1901 war Köbach ein Weiler mit 52 Einwohnern. Verzeichnet waren die Haushalte Anna Catharina Balensiefen, Gertrud, Witwe Gottfried und Margaretha Balensiefer, Wilhelm Balensiefer, Wilhelm Eimermacher, Heinrich, Heinrich Wilhelm und Joh. Peter Franken, Peter Josef Hoscheid, Joh. Siebert und Peter Weber. Bis auf den Stellmacher Siebert waren alle im Dorf Ackerer.
1944 stürzte in der Nähe des Dorfes ein deutsches Flugzeug nach einem verlorenen Luftkampf ab.

## Denkmalschutz
Ein Votivkreuz aus Sandstein im Dorf ist unter der Nr. 22 in der Liste der Baudenkmäler in Much eingetragen.